# Viktor Mann

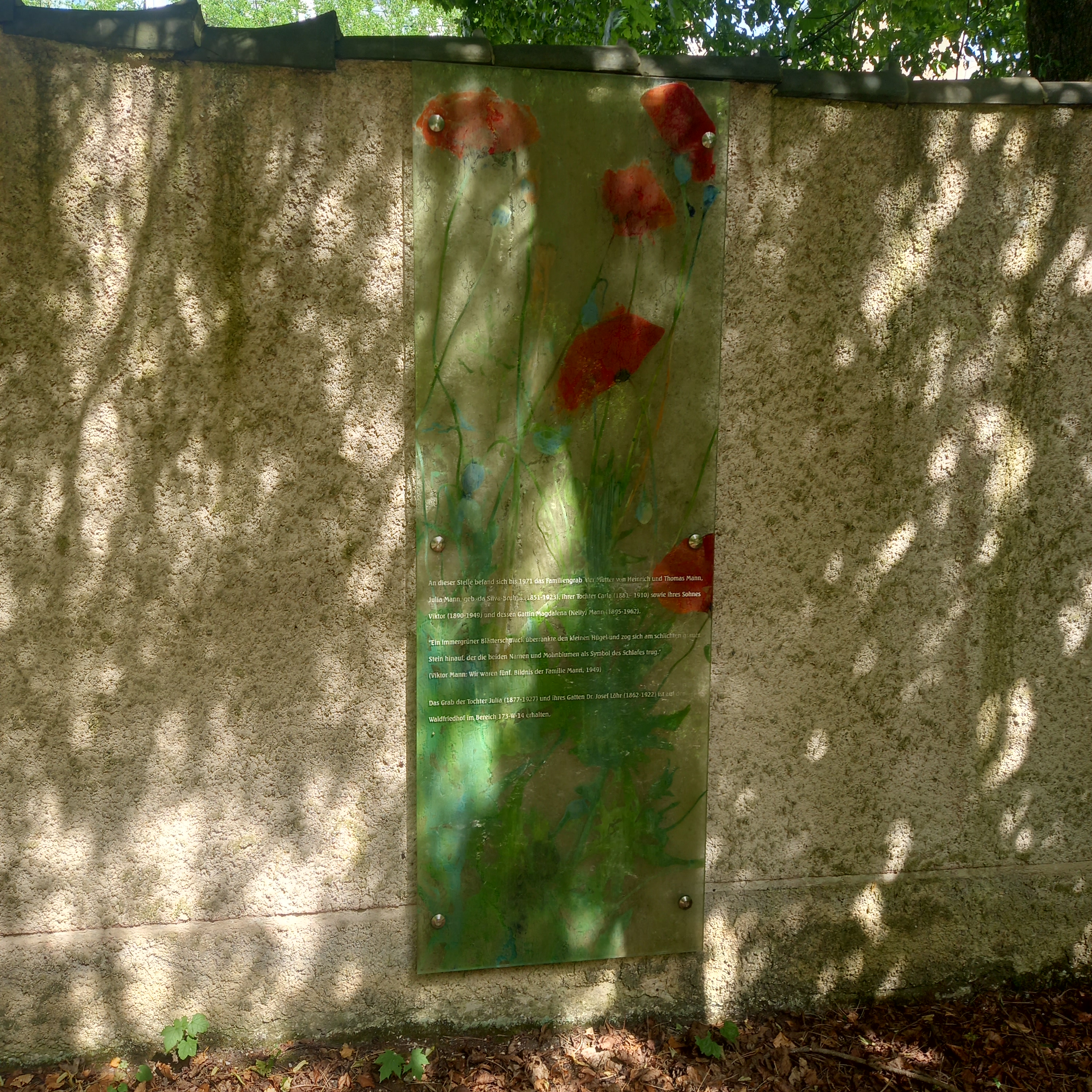
Gedenktafel für das Grab von Viktor Mann im aufgelassenen Familiengrab Mann auf dem Waldfriedhof (München)

Carl Viktor Mann, genannt Viktor Mann (* 12. April 1890 in Lübeck; † 21. April 1949 in München), war der jüngere Bruder der Schriftsteller Heinrich (1871–1950) und Thomas Mann (1875–1955). Er verfasste die Autobiografie  Wir waren fünf, mit der er einen wesentlichen Beitrag zur Geschichte der Familie Mann leistete.

## Leben
Viktor Mann war das fünfte und letztgeborene Kind des Lübecker Kaufmanns und Senators Thomas Johann Heinrich Mann (1840–1891) und seiner Ehefrau Julia da Silva-Bruhns (1851–1923). Neben seinen Brüdern Heinrich und Thomas hatte er noch die Schwestern Julia (1877–1927) und Carla (1881–1910).
Er verbrachte den Großteil seiner Kindheit in München, wohin die Familie nach dem Tod des Vaters 1893 gezogen war. Durch das hinterlassene Vermögen gehörten sie weiterhin zum Großbürgertum. Dort besuchte er das Max-Gymnasium, verzog jedoch 1903 noch vor dem Abschluss mit seiner Mutter nach Augsburg. Nach seinem Abschluss am dortigen Realgymnasium arbeitete er zwei Jahre als Volontär in der Landwirtschaft und diente 1909/10 als Einjährig-Freiwilliger in der bayerischen Armee. Anschließend studierte er Agrikultur in Freising und machte in den Semesterferien Praktika in der Bank seines Schwagers Josef Löhr, des Ehemannes seiner Schwester Julia. Das Ziel, später einen Gutshof zu betreiben, hatte er zwischenzeitlich verworfen und arbeitete auf eine Anstellung als Sachverständiger für Agrarkredite hin. 1914 heiratete er nach seinem Examen Magdalena Kilian (1895–1962), genannt Nelly, die er nur wenige Monate zuvor auf einem Ball seiner Studentenverbindung, des Corps Agronomia München (jetzt: Corps Alemannia München), kennengelernt hatte. Die Ehe blieb kinderlos.
Zu Beginn des Ersten Weltkriegs trat Mann ins 9. bayerische Feldartillerie-Regiment ein, wurde 1915 zum Leutnant der Reserve befördert und am 7. Februar 1917 mit dem Lübeckischen Hanseatenkreuz ausgezeichnet. Aufgrund eines Rheumaleidens wurde er jedoch frontuntauglich und leistete Garnisonsdienst in Landsberg am Lech.
Nach dem Krieg arbeitete er beim Landesamt für Milchwirtschaft im Außendienst, wechselte aber bald darauf als Sachverständiger zur Bayerischen Handelsbank. Während der Zeit des Nationalsozialismus blieb er in Deutschland. Seine Aufgabe als Sachverständiger gab er im Jahr 1939 zugunsten einer Tätigkeit als landwirtschaftlicher Berater bei der Wehrmacht auf. 1945 kehrte er  zur Bayerischen Handelsbank zurück. Im Jahr vor seinem Tod schrieb er die Familienbiographie Wir waren fünf. Bildnis der Familie Mann, in der er seine Tätigkeit für die Wehrmacht damit begründete, dass es „notwendig war, dass ich in keiner Weise auffiel. Ich hatte also gute Arbeit zu leisten für das Böse, das sich tragischerweise mit der Verteidigung des Vaterlandes deckte, und äußerste Vorsicht bei meinem Umgang zu wahren.“
Thomas Mann bezeichnete das Zusammensein mit dem Bruder, den er sowohl „Vicco“ als auch „Vikko“ nannte, oft als „enervierend“ und die Schwägerin als „gar zu gewöhnlich“, „entsetzlich“ und „furchtbar öde“. Gelegentlich bescheinigte er seinem Bruder jedoch „rührende Briefe“ oder ein „drolliges“ Interesse an der Literatur. In einem Familienstück über die fünf Geschwister, urteilte er, könne der Jüngstgeborene die „lustige Figur“ abgeben. An einer anderen Stelle heißt es, im Leben aller Geschwister habe das Sexuelle eine tragische Rolle gespielt, nur Viktor scheine „simpel“ gewesen zu sein.
In einem Brief an Viktors Witwe Nelly vom 14. November 1949 lobt Thomas Mann das Werk seines verstorbenen Bruders – vielleicht ein wenig der Höflichkeit geschuldet – uneingeschränkt und ausführlich:
„[…] denn wie kummervoll ist es, daß Viko die Wirkung seines Werks, eines in nicht mehr jungen Tagen frisch und unwillkürlich entsprungenen Meisterwerks, nicht mehr erleben durfte […] Ich wenigsten bin im frischesten unterhalten und freue mich am herzlichsten der natürlich-heiteren und urwüchsigen Darstellungsgabe des Autors […]“
Heinrich Mann dagegen pflegte zwar seltene, aber herzliche Kontakte zu Viktor.

## Buchrezeption
In seinem Buch  Wir waren fünf beschrieb Viktor Mann vor allem sein eigenes und das Leben seiner Mutter, der er das Buch auch widmete. Auch seine Schwestern finden häufiger Erwähnung. Er liefert aber nur wenige Informationen über seine Brüder, die ihm als Kind nach eigener Aussage wegen des Altersunterschiedes eher wie Onkel erschienen und mit der Machtergreifung Hitlers Deutschland verließen.
Thomas Mann bewertete das Buch in seinen Tagebüchern als „treuherzig, lieb und gut und peinlich, erzählerisch, wenn es sein eigen Leben gilt, oft ausgezeichnet […]“. Das Buch sei „in seiner Lügenhaftigkeit, gutmütigen Beschönigung, Selbst- und Familienverherrlichung und dabei Talentiertheit ein ganz kurioser Fall“. Heinrich dagegen, so Thomas Mann in seinem Tagebuch, habe das Buch des kleinen Bruders mit Genuss gelesen.

## Veröffentlichungen
- Viktor Mann: Wir waren fünf: Bildnis der Familie Mann. Südverlag, Konstanz 1949. Die Auflage 2011 entspricht der 4. revidierten Auflage 1986. ISBN 978-3-87800-005-1.
- Fischer, Frankfurt 2001, ISBN 3-596-12275-9. (Erstausgabe 1976)